# Cratichneumon leptocerus
Cratichneumon leptocerus är en stekelart som först beskrevs av Cameron 1904.  Cratichneumon leptocerus ingår i släktet Cratichneumon och familjen brokparasitsteklar. Inga underarter finns listade i Catalogue of Life.